# Уничтожение химического оружия

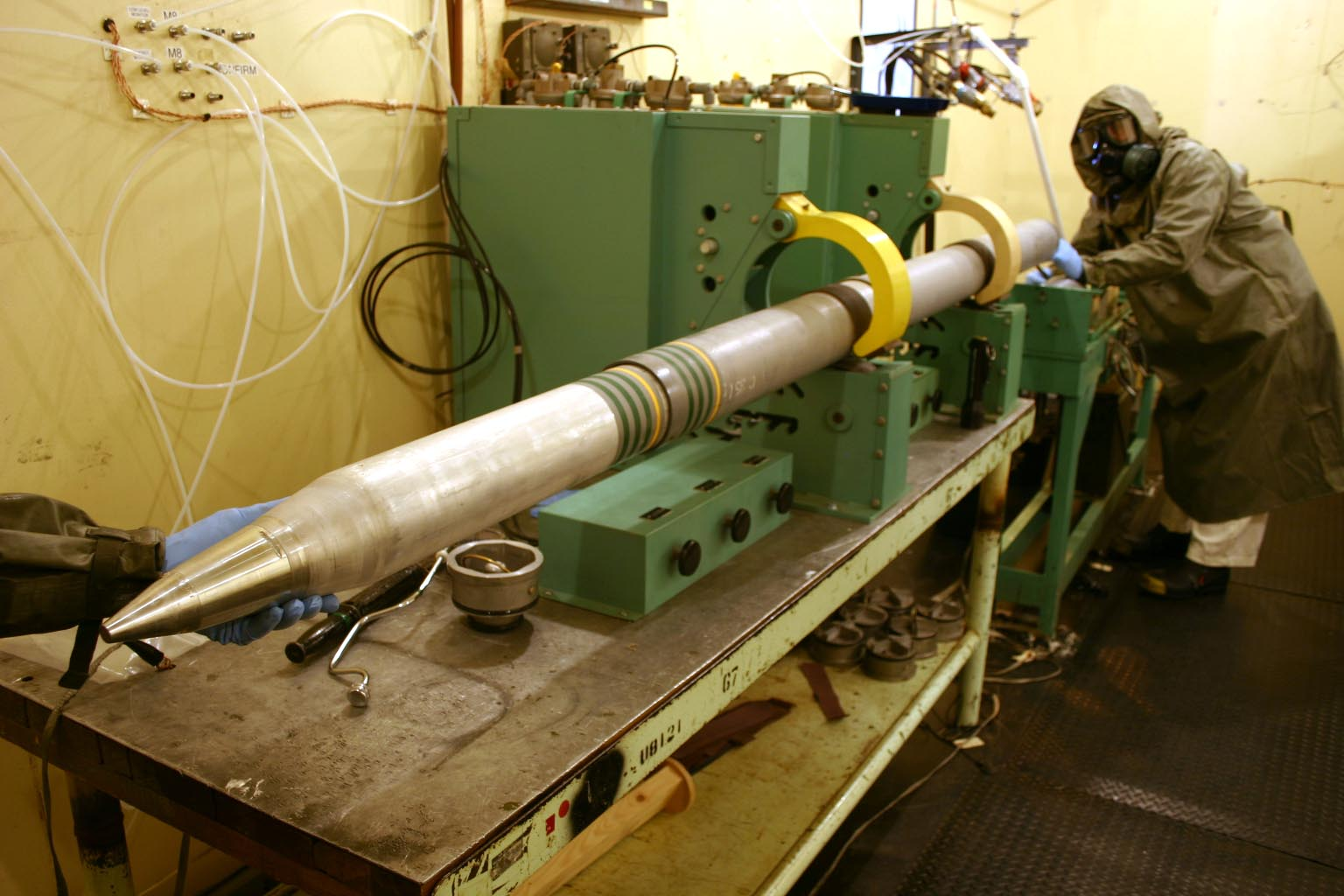
Осмотр ракеты M55 на основе зарина сотрудниками Umatilla Chemical Depot (США)

Уничтоже́ние хими́ческого ору́жия — процесс переработки химического оружия с целью превращения его в вещества, не являющимися опасными в использовании.
Основными применяемыми методами уничтожения химического оружия являются сжигание и нейтрализация, которые могут сочетаться с другими методами для полной переработки.

## Методы переработки

### Сжигание

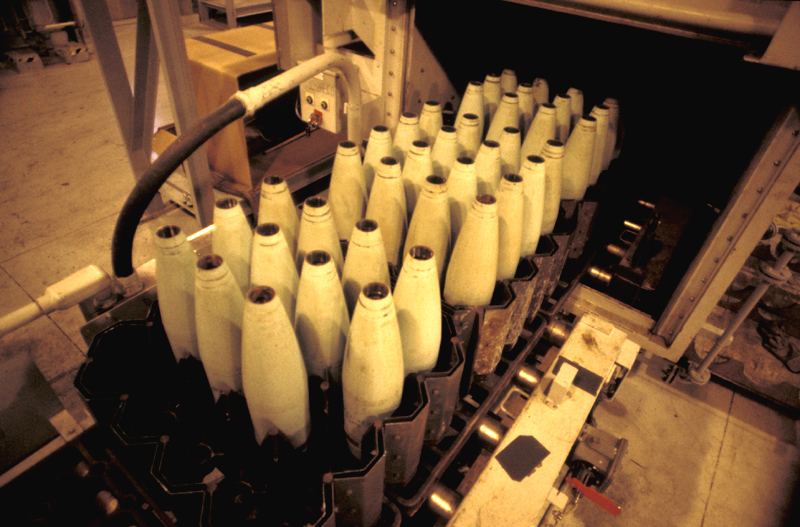
Пустые химические снаряды после температурной дезактивации в печи (атолл Джонстон (США)

Принципиальная схема переработки состоит из четырёх этапов:
1. высвобождение и сжигание жидких химических агентов;
2. отделение остаточного количества взрывчатки и нагрев в печи для уничтожения её следов;
3. дегазация металлических частей химических снарядов;
4. сжигание и очистка отходов.

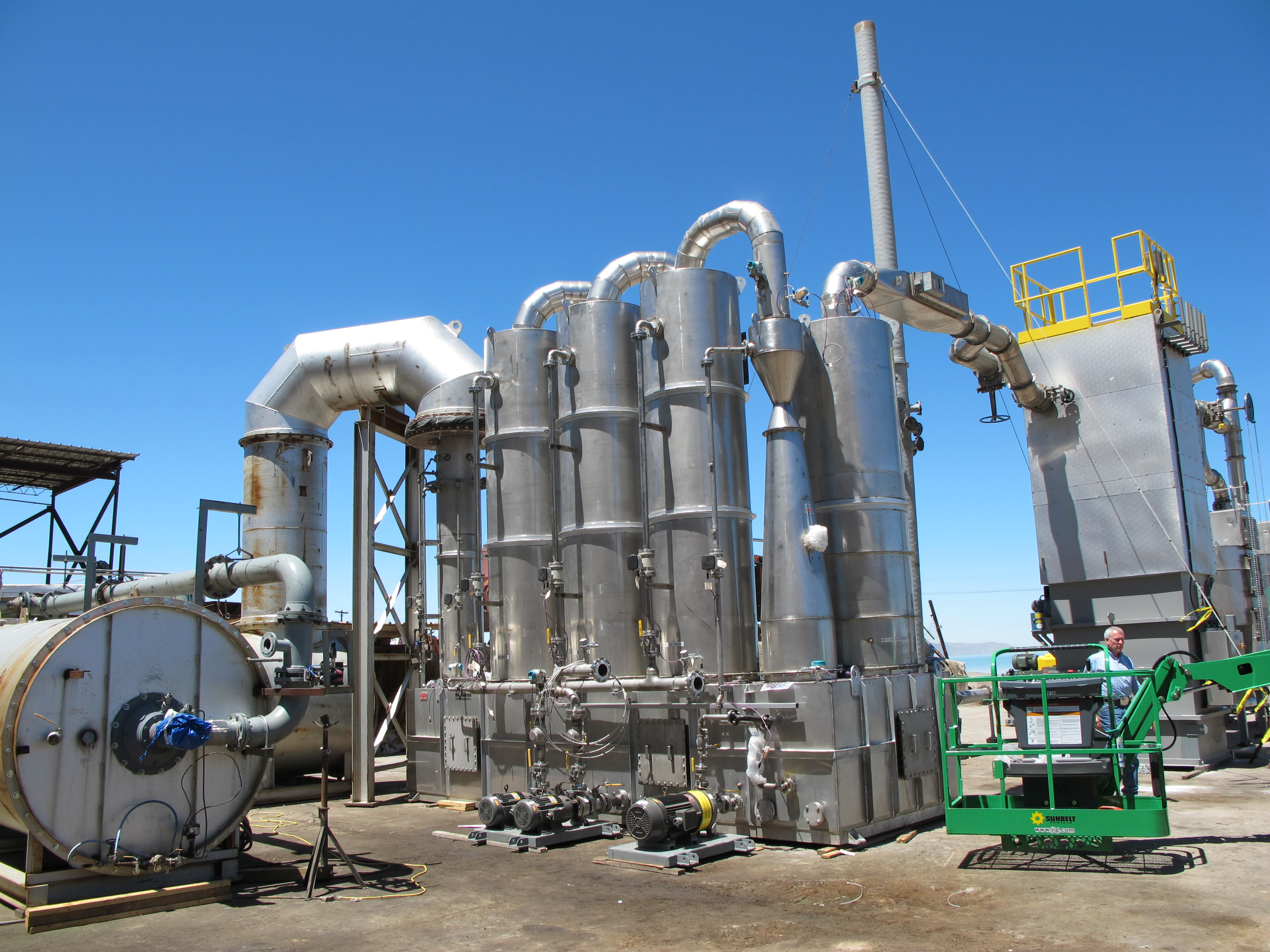
Система очистки выбросов на химическом объекте в Туэле (США)

Первоначально химические снаряды нагревают при температуре 540 °C для выделения из них абсолютного большинства химического жидкого агента и взрывчатки. Взрывчатку отправляют на переработку, выделенные из снарядов жидкие вещества сжигают при 1480 °C, а продукты горения направляют на очистку. Остаточные количества веществ, в том числе желеобразные, выделяют из снарядов ещё в течение 40 минут, а затем также подают в камеру сжигания, где те разлагаются при температуре 1090 °C и затем подаются на стадию очистки выбросов. Дезактивацию снарядов осуществляют в камере, где их нагревают до 1600 °C в течение не менее 10 минут.
Результатом очистки газов является определённое количество солевого раствора, а также выбросы в атмосферу с составом: 43—48 % азота, 39—45 % воды, 5—7 % кислорода, почти 6 % углекислого газа и меньше 0,01 % других веществ.

### Нейтрализация

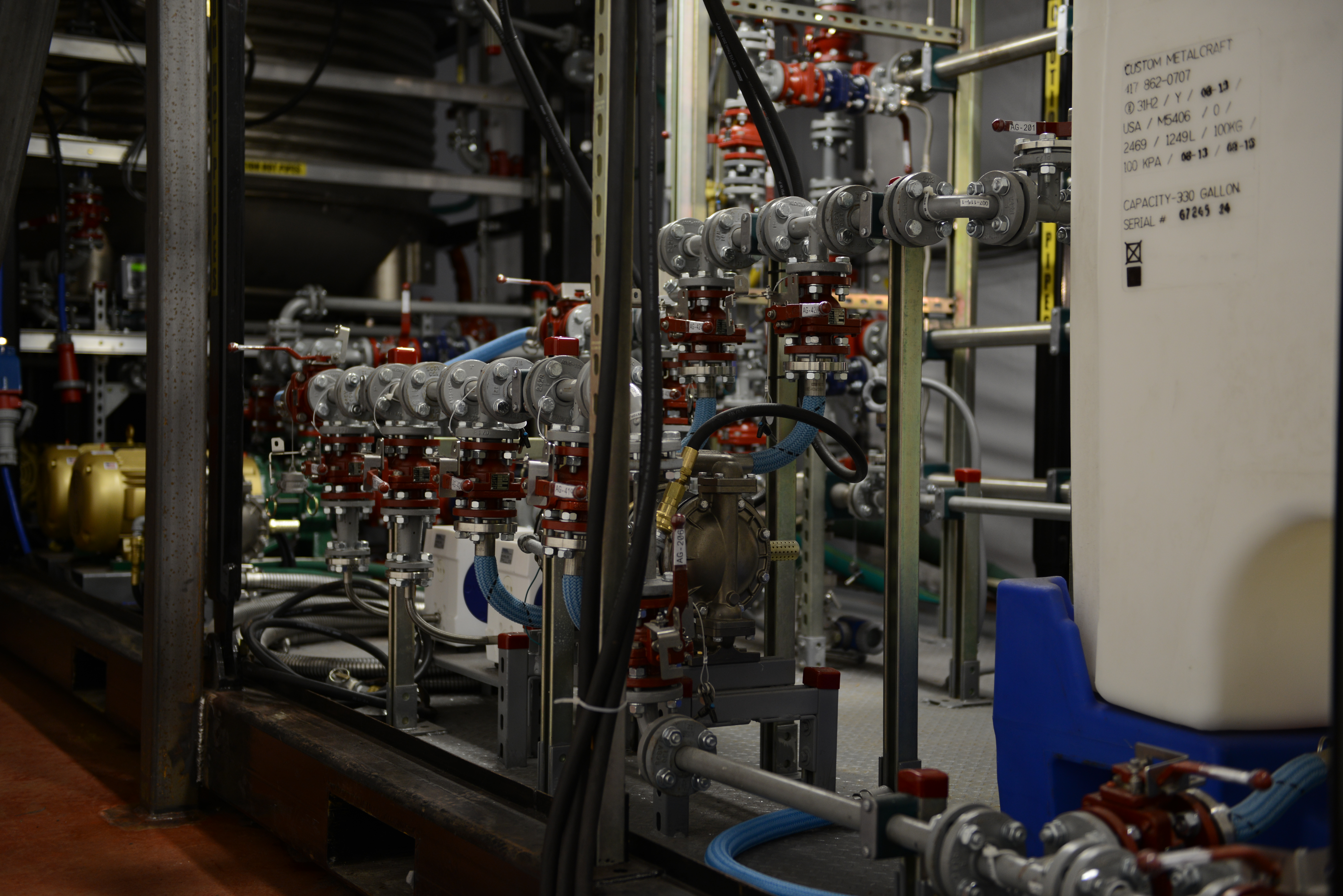
Полевая гидролизная система

Большинство боевых ядовитых веществ являются неустойчивыми к гидролизу, особенно щёлочному. Так, распространённый яд нервно-паралитического действия зарин является стойким при нейтральном pH, однако быстро разлагается при его обработке водным раствором гидроксида натрия — полугидролиз при pH 7 и температуре 300 °C продолжается 146 часов, тогда как в слабощёлочной среде pH 9 лишь 0,4 часа:
{\displaystyle {\mathsf {CH_{3}P(O)(OC_{3}H_{7})F+2NaOH\rightarrow CH_{3}P(O)(OC_{3}H_{7})ONa+NaF}}}
Отмечено, что незначительные количества орто-йодбензолов могут ускорять процесс разложения. Сложностью в этом методе является возможность протекания обратной реакции. Для предотвращения этому осуществляют контроль pH и незначительное понижение температуры.
Во многих случаях скорость протекания нейтрализации оказывалась значительно меньшей, чем ожидалось. В придачу к этому в ходе реакции может создаваться определённое количество примесей и побочных продуктов, затрудняющих мониторинг полноты нейтрализации. По сравнению с методом сжигания в результате нейтрализации образуется большее количество солевых отходов, а сам процесс является более дорогим.

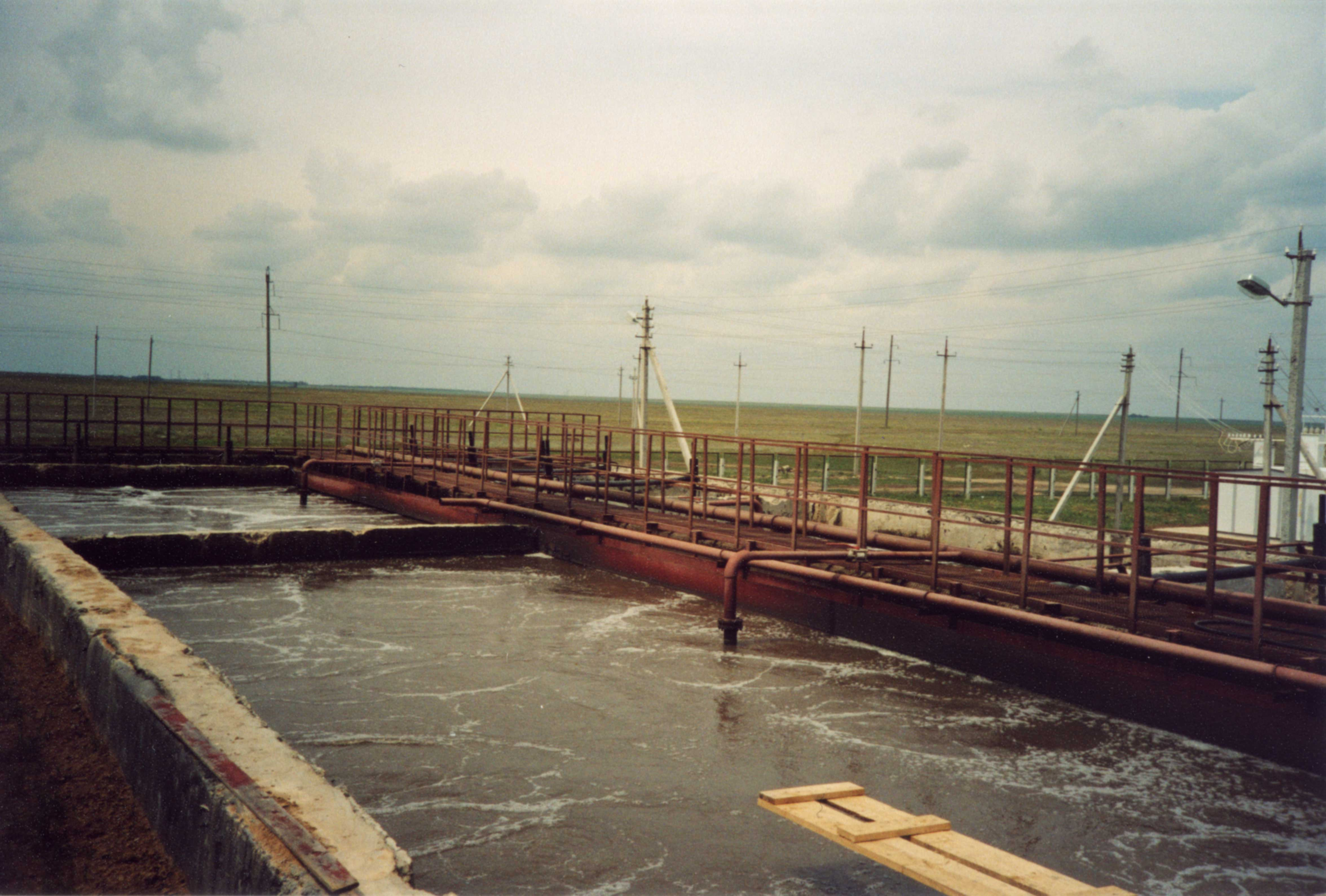
Аэротенк с активным илом на заводе по переработке химического оружия в с. Михайловский (Россия)

Существенной модификацией метода нейтрализации стало дополнение ей стадией биопереработки отходов (применение так называемого активного ила). Использование разнообразных бактерий позволяет полнее перерабатывать опасные продукты. Например, после потребления бактериями тиодигликолей, образующихся при гидролизе иприта, в атмосферу поступает только углекислый газ. Аналогично можно осуществлять и переработку веществ вроде VX: при использовании для очистки сточных вод бактерий Methylobacterium radiotolerans, Agrobacterium tumefaciens, Klebsiella oxytoca, иммобилизированных на полиуретане, удаётся достичь разложения фосфорорганических ядов на 99 % за 8 суток.

### Другие методы

#### Суперкритическое водное окисление
Суперкритическое водное окисление состоит в разложении токсических веществ при условий выше критической точки воды — при 314 °C и 218 атм. При этих условиях в ней растворяются все органические соединения и газы, которые затем окисляются воздухом. Этот метод имеет существенное преимущество над методом сжигания, поскольку осуществляется при более низких температурах, а все продукты реакции находятся в растворе, поэтому могут быть исследованы, разделены и направлены на дальнейшую переработку (например, на нейтрализацию). Техническим недостатком такого способа является значительная коррозионная агрессивность среды, которая требует тщательного проектирования заводских мощностей.

#### Плазменный пиролиз
Перспективным методом является плазменные пиролиз, в котором при пропускании вещества сквозь плазму, имеющую температуру от 1000 до 20 000 °C, все вещества распадаются на атомы.
Метод имеет существенное ограничение — может осуществляться переработка только жидких веществ, то есть он не пригоден для дезактивации снарядов.

#### Окисление солями серебра
Соединения {\displaystyle Ag^{+2}}, которые являются сильными окислителями, могут использоваться для разложения химического оружия. Типичным является окисление, проводимое при температуре 90 °C в азотной кислоте концентрацией 8 моль/л:
зарин: {\displaystyle {\mathsf {C_{4}H_{10}PFO_{2}+10H_{2}O+26Ag^{2+}\rightarrow H_{3}PO_{4}+HF+26H^{+}+26Ag^{+}}}}
иприт: {\displaystyle {\mathsf {C_{4}H_{8}SCl_{2}+12H_{2}O+28Ag^{2+}\rightarrow 4CO_{2}+H_{2}SO_{4}+2Cl^{-}+30H^{-}+28Ag^{+}}}}
VX: {\displaystyle {\mathsf {C_{11}H_{26}SNPO_{2}+31H_{2}O+82Ag^{2+}\rightarrow 11CO_{2}+H_{3}PO_{4}+H_{2}SO_{4}+HNO_{3}+82H^{+}+82Ag^{+}}}}
Благодаря сильным окислительным способностям соединения {\displaystyle Ag^{+2}} могут разлагать большое количество веществ при достаточно мягких условиях (это важное условие во избежание образования хлорированных диоксинов). Недостатками метода является необходимость введения дополнительного количества соли при окислении хлоропроизводных — из-за выпадения в осадок хлорида серебра, а также необходимости создания особых химических реакторов, не подверженных влиянию окислителей.

#### Газофазное химическое восстановление
Компанией «ECO LOGIC» (Роквуд, Онтарио) был предложен метод газофазного восстановления при помощи струи водорода при высоких температурах (до 850 °C) и нормального давления. Результатом такой обработки являются менее токсические вещества, например, хлороводород, метан и другие лёгкие углеводороды. Вместе с тем в ходе восстановления могут создаваться нежелательные продукты: сажа, ароматические и полициклические углеводороды. Для органических соединений, имеющих значительное содержание гетероатомов, продуктами разложения будет большое количество неорганических соединений.

#### Криофракционирование
Суть криофракционирования, предложенного «General Atomics», состоит в охлаждении жидким азотом снаряжённых химических снарядов к сверхнизким температурам (до −196 °C) с последующим размельчением под прессом. Как металлическая оболочка, так и химический агент при таких температурах становятся неустойчивыми и легко разрушаются. После механической обработки все компоненты направляются для сжигания, в результате чего остаются только металлические части, пригодные для переработки или утилизации.
Значительным преимуществом такого метода является отсутствие необходимости предварительной разборки снарядов, что повышает безопасность процесса, а также возможность переработки взрывоопасных боеприпасов.